# Martín Gómez Pustilnick
Martín Gómez Pustilnick (Buenos Aires, Argentina, 7 de agosto de 1959), arquitecto rioplatense con obra construida en Punta del Este.

## Biografía
Gómez nace y se cría en Buenos Aires. Egresa de la Universidad de Belgrano en 1985.
Obsesionado por contextualizar sus obras dentro del paisaje en el cual se encuentra inmerso, Martín Gómez hace de sus obras algo más que simples encargos. Se trata de un complejo proceso en el que se superponen las tareas de arquitecto, diseñador de interiores, paisajista y diseñador gráfico.
Sus obras parten principalmente de la utilización de los recursos naturales en contacto directo con su entorno, mostrando a lo largo del tiempo un hilo conductor común a todos sus proyectos, sin importar el tipo, la escala, el contexto o su materialidad.

## Obras

### Hoteles
- Dazzler, Bariloche, Argentina, 2003/2004.[2]

- El árbol, José Ignacio, Punta del Este, Uruguay, 2003.[3]

- La ballenera, Montoya, Punta del Este, Uruguay, 2001.[4]

- Lodge Oceánico, Jose Ignacio, Maldonado, Uruguay, 2004[5]

### Casas
- Villa Ketty, El Chorro, Punta del Este, 2009.

- Las Portuguezas, José Ignacio, Punta del Este, Uruguay, 2005/2006.

- Santa Maria de los Medanos, Jose Ignacio, Punta del Este, Uruguay, 2007.

- Casa de la Boya, José Ignacio, Punta del Este, Uruguay, 2008.

- Casa en la Barra, La barra, Punta del Este, Uruguay, 2009.

- Psicomagia, Punta Piedras, Punta del Este, Uruguay, 2008.

- Edificio Uriarte, Buenos Aires, Argentina, 2008.

- Costa del Faro, José Ignacio, Punta del Este, Uruguay, 2008.

- Moy en Santa Bárbara, Tigre, Buenos Aires, Argentina, 2008.

- Bauza en el Río, Tigre, Buenos Aires, Argentina, 2008.

- Casa "Rayada", Arenas de José Ignacio, Punta del Este, Uruguay, 2008.

- Viento del Este, Arenas de José Ignacio, Punta del Este, Uruguay, 2008.

- Santa Bárbara, Tigre, Buenos Aires, Argentina, 2007.

- Casa "La Última", Punta Ballena, Punta del Este, Uruguay, 2006.

- Casa "Siete Mares", Santa Mónica, Punta del Este, Uruguay, 2006

- Casa "Sudeste", Manantiales, Punta del Este, Uruguay, 2006

- Black Dragon, Manantiales, Punta del Este, Uruguay, 2006

- Casa Cemento, Montoya, Punta del Este, Uruguay, 2005

- Casa "Las Cortaderas", Montoya, Punta del Este, Uruguay, 2005

- Mora Morena, Punta Piedras, Punta del Este, Uruguay, 2004

- Villa Ales, La Barra, Punta del Este, Uruguay, 2004

- La Pedrera, La Barra, Punta del Este, Uruguay, 2004

- Casa "Bodrum", Montoya, Punta del Este, Uruguay, 2004

- Casa "La Morada", José Ignacio, Punta del Este, Uruguay, 2004.

- Casa "Pura Vida", San Vicente, Punta del Este, Uruguay, 2004.

- San Vicente 2, San Vicente, Punta del Este, Uruguay, 2004.

- San Vicente 1, San Vicente, Punta del Este, Uruguay, 2004.

- Block Box, La Barra, Punta del Este, Uruguay, 2004.

- Casa "Cosas del Mar", José Ignacio, Punta del Este, Uruguay, 2004.

- Santa Maria de los Medanos, José Ignacio, Punta del Este, Uruguay, 2003.

- Casa Gómez, Montoya, Punta del Este, Uruguay, 2003.

- Casa "Maimará", La Barra, Punta del Este, Uruguay, 2003.

- Tin Shack, La Barra, Punta del Este, Uruguay, 2003.

- Casa "Al Mare", La Barra, Punta del Este, Uruguay, 2003.

- Casa "Los zuecos", Barrio Golf, Punta del Este, Uruguay, 2002.

- Casa "Aguas Brancas", La Barra, Punta del Este, Uruguay, 2000.

- Casa del Bosque, La Barra, Punta del Este, Uruguay, 2000.

- Casa "Gris", José Ignacio, Punta del Este, Uruguay, 1999/2000.

- Matchbox, Jose Ignacio, Punta del Este, Uruguay, 2000.

### Restaurantes
- Heladería Volta, Manantiales, Punta del Este, Uruguay, 2009.

- Restaurante San Vicente, Pueblo San Vicente, Punta del Este, Uruguay, 2006.

- Pizza y Espuma, (Humboldt) Palermo, Buenos Aires, Argentina, 2005.

- Subito Sotto Il Ponte, (Posadas) Recoleta, Buenos Aires, Argentina, 2005.

- La Huella, Jose Ignacio, Punta del Este, Uruguay, 2001.

- Parador Bikini, Manantiales, Punta del Este, Uruguay, 2001.

- Tequila Restaurante y Bar, La Barra, Punta del Este, Uruguay, 2001.

- Arguibel: Wine, Food and Art, Cañitas, Buenos Aires, Argentina, 2001.

- Restaurante San Vicente,Pueblo San Vicente, Punta del Este, Uruguay, 2006.

- Los Negros, José Ignacio, Punta del Este, Uruguay, 1992.

### Emprendimientos
- Pueblo San Vicente, km 171, Ruta 10, Punta del Este, Uruguay, 2001.[6]

- Pueblo Nuevo, km 171, Ruta 10, Punta del Este, Uruguay, 2001.[7]

- Airena, La Barra, Punta del Este, Uruguay, 2005.[8]

- Marena, Manantiales,Punta del Este, Uruguay, 2009.[9]

- Pilar Privado, Pilar, Buenos Aires, Argentina, 2005.[10]